# 三永の石門
座標: 北緯34度24分1.8秒 東経132度48分10.5秒 / 北緯34.400500度 東経132.802917度

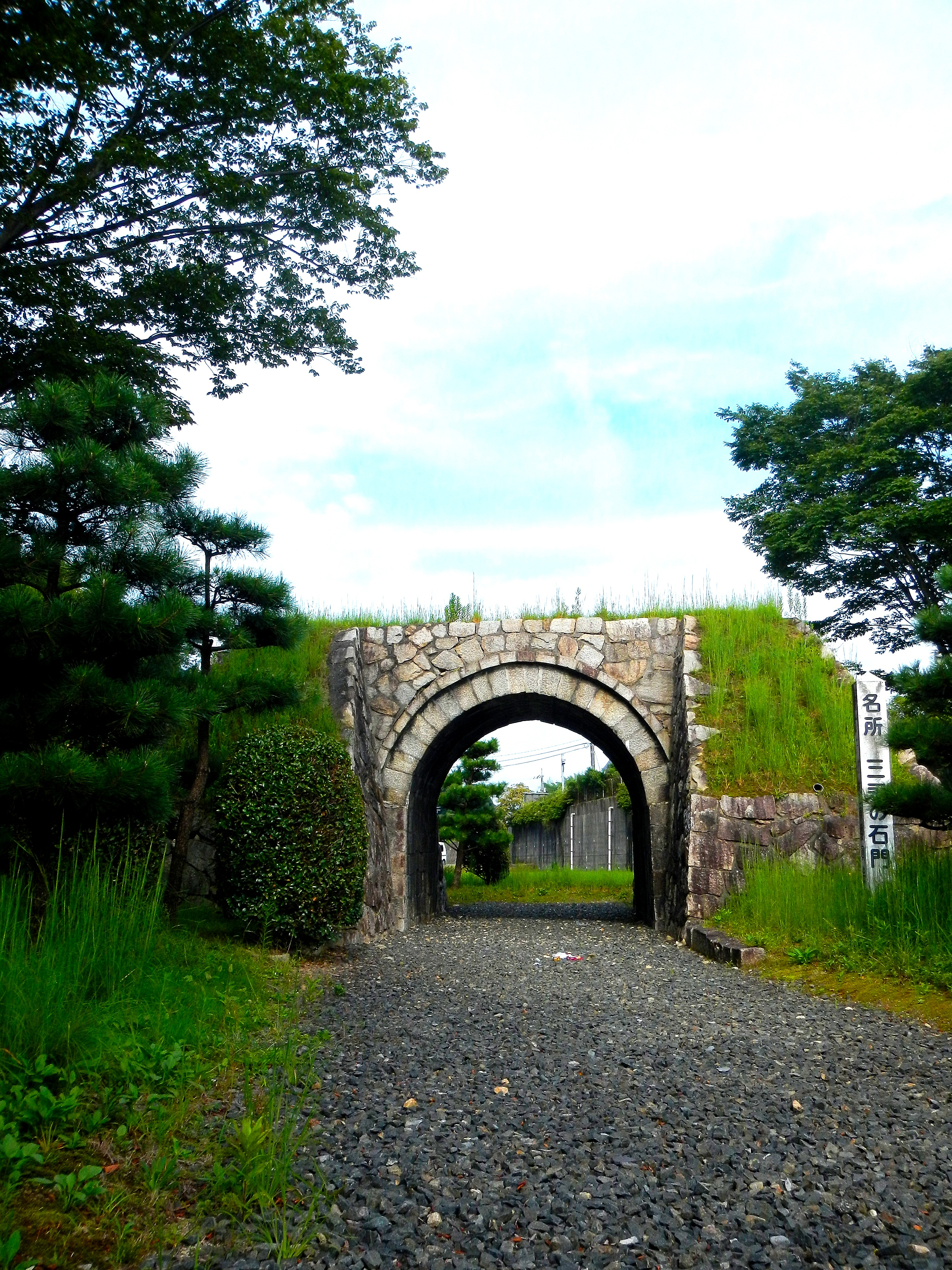
三永の石門

三永の石門（みながのせきもん）は、広島県東広島市にある水路橋。歩道橋としても使われていた。

## 概要
広島県東広島市西条町上三永にある。国道2号の敷設によって、それまで使われていた農業用水路が分断されるため国道2号を跨ぐようにして造られたが、1978年の国道拡張工事に伴い解体され、現在の場所に移築された。そのため、現在は使われていない。
1998年9月2日、国の登録有形文化財（建造物）に登録された。

## 構造
石造のアーチ橋で、アーチの外側を薄い板石で取り巻いている。
- 幅 - 11.7m
- アーチ部幅員 - 3.7m
- 長さ - 9.6m

## 歴史
- 1882年 - 国道敷設に伴い築造される。
- 1978年 - 国道の拡張工事に伴い、現在地に移築される。
- 1998年9月2日 - 国の登録有形文化財（建造物）に登録される。

## 交通
- JR西条駅よりJRバス中国「竹原駅行」に乗車、「石門」バス停で下車